# Набатов, Андрей Андреевич
Андрей Андреевич Наба́тов — петербургский аквариумист-любитель конца XIX — начала XX века.
Возглавил созданное в Санкт-Петербурге в 1870 году «Общество любителей комнатных растений и аквариумов». Из его трудов можно выделить, редкую среди соотечественников до настоящего момента, книгу по морскому аквариуму. В 1905 году в Киеве при содействии Набатова было создано отделение «Общества любителей комнатных растений и аквариумов».
Окончивший в 1879 году 1-е петербургское реальное училище и ставший начальником эмеритального отделения Главного штаба Военного министерства действительный статский советник Андрей Андреевич Набатов (19.04.1860—?), по-видимому был его сыном.

## Труды
Наиболее известные из многочисленных публикаций Набатова:
- «Устройство пресноводных аквариумов и уход за ними.» — (М.: К. И. Тихомиров, 1905, — 84 с.)
- «Морской аквариум в комнате и его устройство.» — (СП.., 1908, Об-во любителей комнатных растений и аквариумов. — 262 с.)[4]

Эта монография является одной из первых попыток достаточно полного описания на русском языке устройства морского аквариума и ухода за его обитателями. В книге даются практические рекомендации по оборудованию аквариума, изготовлению искусственной морской воды, борьбе с болезнями морских организмов. Морской аквариумизм является на несколько порядков более сложным занятием, чем пресноводный. В связи с этим автор ограничился изложением только основополагающих вопросов.
- «Комнатный пресноводный аквариум и его население» / А. Набатов. — СПб.: зоол. магазин «Аквариум», [1914]."